# Niemczyn (osada leśna w województwie podlaskim)
Niemczyn – osada leśna (leśniczówka) w Polsce położona w województwie podlaskim, w powiecie białostockim, w gminie Czarna Białostocka.
W latach 1975–1998 osada administracyjnie należała do województwa białostockiego.